# Rivers
Rivers je jeden ze států Nigérie. Leží na jihovýchodě země u pobřeží Atlantského oceánu. Na východě sousedí se státem Akwa Ibom, na severu se státy Imo, Abia a Anambra a na západě se státy Bayelsa a Delta. Má rozlohu 11 077 čtverečních kilometrů a jeho hlavním městem je Port Harcourt.
V celém státě žije necelých sedm milionů obyvatel, jedná se o domovský stát pro tři velká etnika: Igby, Ijawy a Ogony.
Krajina ve vnitrozemí má charakter tropického deštného lesa, u pobřeží jsou mangrovové bažiny typické pro deltu Nigeru.